# Arroyomolinos de la Vera (kommun)
Arroyomolinos de la Vera är en kommun i Spanien. Den ligger i regionen Extremadura, i den centrala delen av landet, 190 km väster om huvudstaden Madrid. Antalet invånare är 426 (2024).